# یواس‌اس درایتون (دی‌دی-۲۳)
یواس‌اس درایتون (دی‌دی-۲۳) (به انگلیسی: USS Drayton (DD-23)) یک کشتی بود که طول آن ۲۹۳ فوت ۱۱ اینچ (۸۹٫۵۹ متر) بود. این کشتی در سال ۱۹۱۰ ساخته شد.